# Nordstjärnans tidsålder
Nordstjärnans tidsålder är det svenska folk metal/viking metal-bandet Månegarms debutalbum, släppt i juni 1998 på skivbolaget Displeased Records.

## Låtlista
1. "I nordstjärnans sken" (instrumental) – 1:42
2. "Fädernas kall (Under höjda nordbanér)" – 4:09
3. "Drakeld" – 3:23
4. "Den dödes drömmar" – 4:00
5. "Nordanblod" – 2:44
6. "En fallen härskare" – 3:58
7. "Ymer" – 2:04
8. "Vindar från glömda tider" – 4:51
9. "Blod, jord och stjärneglans" – 3:52
10. "Det sargade landet" – 5:07
11. "Tiden som komma skall" – 4:46

## Medverkande
Musiker (Månegarm-medlemmar)
- Jonas "Rune" Almquist – gitarr
- Markus Andé – gitarr
- Pierre Wilhelmsson – basgitarr, munharpa
- Erik Grawsiö – trummor, sång
- Viktor Hemgren – sång

Bidragande musiker
- Janne Liljequist – violin, flöjt
- Ola Lustig – keyboard
- Ymer Mossige-Norheim – sång

Produktion
- Tomas Skogsberg – producent, ljudtekniker, ljudmix
- Jocke M. (Jocke Petterson) – producent
- Månegarm – producent
- Mia Lorentzon – mastering
- Panthyr Design – omslagsdesign
- Roland Pantze – omslagskonst
- Agnetha Tillnert – foto